# Булпап
Булпап је конфигурација ватреног оружја која подразумева да оквир са муницијом иде иза обарача, јер је механизам смештен у кундак и у линији са лицем корисника. То омогућава да оружје буде краће и лакше, а да цев буде исте дужине као и код класичног оружја.
Булпап конфигурација, осим тога, омогућава већу прецизност него код класичних пушака, али домет је мањи него код класичног дизајна.

## Примери
- Dragunov SVU
- FN F2000
- FN P90
- FAMAS
- IMI Tavor
- OC-14 Groza
- Steyr AUG